# Limoges
Limoges (Occitansk Limòtges) er en by i det centrale/vestlige Frankrig vest for Massif Central (Centralmassivet), hvor floden Vienne løber igennem. Den er hovedby for departementet Haute-Vienne og for regionen Limousin. Indbyggerne hedder på fransk: Limougeauds/ Limougeaudes og på occitansk: Lemòtges, Limòtges.
Byen er kendt for porcelæn og emajearbejder.

## Demografi
| 1793   | 1800   | 1806   | 1821   | 1831   | 1836   | 1841   | 1846   | 1851   |
| ------ | ------ | ------ | ------ | ------ | ------ | ------ | ------ | ------ |
| 20 864 | 20 255 | 21 757 | 24 992 | 27 070 | 29 706 | 29 870 | 38 119 | 41 630 |

| 1856   | 1861   | 1866   | 1872   | 1876   | 1881   | 1886   | 1891   | 1896   |
| ------ | ------ | ------ | ------ | ------ | ------ | ------ | ------ | ------ |
| 46 564 | 51 053 | 53 022 | 55 134 | 59 011 | 63 765 | 68 477 | 72 697 | 77 703 |

| 1901   | 1906   | 1911   | 1921   | 1926   | 1931   | 1936   | 1946    | 1954    |
| ------ | ------ | ------ | ------ | ------ | ------ | ------ | ------- | ------- |
| 84 121 | 88 597 | 92 181 | 90 187 | 98 209 | 92 577 | 95 217 | 107 857 | 105 990 |

| 1962                                                              | 1968    | 1975    | 1982    | 1990    | 1999    | 2006   | - | - |
| ----------------------------------------------------------------- | ------- | ------- | ------- | ------- | ------- | ------ | - | - |
| 118 576                                                           | 132 935 | 143 725 | 140 400 | 133 464 | 133 968 | 138100 | - | - |
| Tal fra og med 1962 er uden dobbelttælling (sans doubles comptes) |         |         |         |         |         |        |   |   |

Demografisk tabel fra 1900 til nu

## Klima
| Måned                                                                          | Jan | Feb | Mar  | Apr  | Maj  | Jun  | Jul  | Aug  | Sep  | Okt  | Nov  | Dec | År   |
| ------------------------------------------------------------------------------ | --- | --- | ---- | ---- | ---- | ---- | ---- | ---- | ---- | ---- | ---- | --- | ---- |
| Gennemsnit af mindste temperaturer (°C)                                        | 0,9 | 1,9 | 3,1  | 5,0  | 8,7  | 11,8 | 14,1 | 13,8 | 11,7 | 8,3  | 4,1  | 2,1 | 7,1  |
| Middeltemperaturer (°C)                                                        | 3,6 | 4,9 | 6,8  | 9,0  | 12,7 | 16,1 | 18,7 | 18,4 | 16,1 | 12,3 | 7,2  | 4,9 | 10,9 |
| Gennemsnit af højeste temperaturer (°C)                                        | 6,3 | 8,0 | 10,4 | 12,4 | 16,8 | 20,4 | 23,3 | 24,0 | 20,5 | 15,6 | 10,3 | 7,6 | 14,6 |
| Kilde: Klimaet i Limoges Arkiveret 19. marts 2012 hos Wayback Machine (fransk) |     |     |      |      |      |      |      |      |      |      |      |     |      |

## Venskabsbyer
Limoges har følgende venskabsbyer:
- Charlotte, North Carolina, USA, fra 1992
- Fürth, Tyskland, fra 1992
- Hrodna (Grodno), Hviderusland, fra 1982
- Plzen, Tjekkiet, fra 1987
- Seto, Japan, fra 2003

Limoges tilegner en del af sit budget for hjælpearbejde til udvikling af departementet Pabré i Burkina Faso.

## Galleri
- Saint Etienne-katedralen
- Katedralen ved nat
- Kirken Saint-Michel-des-Lions
- Kirken Saint-Pierre-du-Queyroix
- Klosteret de la Règle

## Fodnoter
1. ↑  Befolkningsudvikling 1794-1999 (fransk)
2. ↑  "Venskabsbyer på kommunens hjemmeside" (fransk). Arkiveret fra originalen 1. september 2011. Hentet 7. oktober 2011.